# Ralph 124C 41+
Ralph 124C 41+  est un roman de science-fiction, écrit par Hugo Gernsback et publié durant douze numéros à partir d'avril 1911 dans le magazine Modern Electrics.
Il s'agit d'un roman précurseur de ce qui n'est pas encore de la scientifiction et encore moins de la science-fiction.
Néanmoins c'est ce roman, édité sous forme de pulp, qui est à l'origine de l'engouement des lecteurs américains pour la science-fiction.
Dans cette chronique de l'an 2660, Hugo Gernsback décrit, entre autres, le visiophone, la télévision, le radar et les enregistrements magnétiques.
En référence à ce roman, le personnage principal de la série anime japonaise de science-fiction Ergo Proxy, Re-l Mayer, a pour véritable nom re-l124c41+.
Le nom du roman forme un jeu de mots en langue anglaise : en effet l'expression « 124C 41+ », prononcée à haute voix, est dite « one two four C four one-plus » c'est-à-dire « one to foresee for many (= one-plus) » (un qui doit prévoir pour beaucoup).

## Résumé succinct
En 2660, Ralph 124C 41+, un brillant inventeur, sauve la vie d'Alice. Au fur et à mesure que se déroule l'histoire, le héros décrit toutes les merveilles technologiques de son époque.

## Prévisions

### Réalisées
Plusieurs prévisions d'Hugo Gernsback  se sont réalisées. Ainsi Ralph parle de la télévision (et du zapping grâce à une radio-commande), du visiophone, des vols aériens transcontinentaux, de l'usage pratique de l'énergie solaire, du cinéma sonore, de la nourriture spatiale, des tissus synthétiques, des empreintes vocales, des magnétophones et du vol spatial.

### Non réalisées
Inévitablement certaines prévisions se sont révélées fausses ou incertaines. Ainsi, le héros de Gernsback parle d'une "pompe" à éther afin de supprimer le milieu supportant la lumière. En effet, jusqu'au début du vingtième siècle la plupart des scientifiques pensent  que, comme pour la propagation du son, il faut un milieu pour que la lumière se propage. Ce milieu était appelé éther luminifère.
Cependant, il est intéressant de noter que, si les notions d'éther substantiel tel que l’envisageaient Newton, Fresnel ou Lorentz ont été abandonnées, celle, relativiste, non-substantielle, possédant une réalité physique, interagissant avec la matière et étant influencée par elle, d'Einstein perdure, et semble même être confirmée par l'astronomie multimessager[réf. nécessaire] (vitesse de propagation des ondes gravitationnelles[pourquoi ?]).

## Réception critique et influence
Si Ralph 124C 41+ est décrit comme un roman pionnier de ce que sera ensuite la science-fiction, il est largement négligé en raison de ce que les critiques décrivent comme une mauvaise qualité littéraire. Brian Aldiss a qualifié l'histoire de "conte analphabète clinquant" et de "mélange désolant" tandis que Lester del Rey l'a qualifié de "simplement terrible". Martin Gardner a fait référence au livre comme "sûrement le pire roman de SF jamais écrit". Groff Conklin(en) l'a plus généreusement décrit comme "tout à fait délicieux ... [avec] le charme désuet d'une antiquité artisanale".
Alors que la plupart des critiques ont peu de choses positives à dire sur l'écriture de Ralph 124C 41+ , Gary Westfahl, l'un des rares à défendre ouvertement le livre, le considère comme "un texte essentiel pour toutes les études sur la science-fiction". Selon Westfahl, "le roman mérite l'attention en raison de la façon dont Gernsback  mélange, certes avec des difficultés, plusieurs modèles génériques - mélodrame, récit de voyage, Utopie, avec même des touches de gothique et de satire - dans le but de créer les rouages d'une histoire mettant l'accent sur les faits et les prévisions scientifiques. De cette manière, le roman préfigure et rend explicites nombre des tensions génériques qui imprègnent plus tard la SF.
The Economist  décrit le roman comme "sans doute la première œuvre majeure de la science-fiction américaine ".   

## Inventions et dispositifs technologiques
- Fermes de plantes à culture accélérée : D'immenses serres servent à nourrir la population terrestre en croissance rapide. Elles peuvent produire cinq récoltes par an au lieu de deux en 1911.
- Aeroflyer : Un petit transport volant qui peut atteindre des vitesses allant jusqu'à 1000 km/h.
- Appétiseur: Les restaurants ont des grandes salles d'attentes dans lesquelles un gaz augmentant l'appétit est envoyé.
- Machines électriques et automatiques d'emballage
- Bacillatorium : Une chambre de décontamination pour la maison. Elle utilise des rayons Arcturium fictifs pour tuer les bactéries, ce qui peut prolonger l'espérance de vie totale d'une personne de 120 à 140 ans.
- Electromobiles : Une voiture électrique qui reçoit l'énergie de générateurs urbains via un mât collecteur .
- Gyroscope : Ceci est utilisé pour voler vers d'autres planètes. La propulsion des fusées n'est pas du tout mentionnée. La rotation d'un gyroscope peut être utilisée pour contrer la gravité verticale .
- Hélio-Dynamophores : Sortes de panneaux solaires . Pour minimiser les interférences atmosphériques, les Météo-Tours sont utilisés.
- Hypnobioscope : Appareil d' apprentissage durant le sommeil . Les informations sont enregistrées sur un film noir sous la forme d'une ligne ondulée blanche qui est transmise au dormeur via des fils dans un bandeau avec des plaques métalliques.
- Rectificateur de langue : un traducteur en temps réel intégré au Telephot (voir ci-dessous).
- Luminor : Système d'éclairage automatisé qui répond aux commandes vocales pour activer et modifier l'intensité de l'éclairage. Ceci est un exemple d' éclairage fluorescent ou de lumière froide, mais le terme éclairage fluorescent n'est pas utilisé dans l'histoire.
- Menograph : Appareil permettant de lire les pensées et de les restituer par écrit.
- Argent : La valeur de l'argent est basée sur la confiance et le crédit accordé au gouvernement. Il est fourni par une sorte de distributeur de ruban. Les unités peuvent être arrachées du ruban. Aucune mention de monnaie électronique n'est faite.
- Météo-Tours : Stations de contrôle météorologique .
- Journal : Un journal de la taille d'un timbre-poste composé de 8 pages. Il ne peut être lu qu'en l' insérant dans un projecteur ou une visionneuse portable pour voir la toute petite impression. Chaque page peut être révélée en l'exposant à une couleur de lumière différente, ce qui masquera également les 7 autres pages de la vue. Il est mis à jour toutes les 30 minutes. Aucune mention d'actualités électroniques ou d'Internet n'est faite.
- Convoyeur de colis postaux : système de livraison postal souterrain utilisant des bandes transporteuses.
- Permagatol : Un gaz vert qui préserve indéfiniment la matière organique sans aucune détérioration.
- Machine Phonolphabet : Un enregistreur vocal qui enregistre graphiquement la parole à l'aide d'un langage phonolphabet. On peut soit lire l'enregistrement, soit l'écouter comme un enregistrement audio.
- Lunettes Platine-Baryum-Arturium : Lunettes à rayons X  ne pouvant détecter que les éléments infusés de radium à travers la matière solide.
- Onde éther polarisée pulsée : Fondamentalement, un type de dispositif radar avant que le mot «radar» ne soit inventé.
- Radioperforer : une arme de poche qui tire des faisceaux de radium qui peuvent étourdir ou tuer.
- Signaliseurs : Projecteur de guidage pour engins volants composé de plusieurs couleurs et de motifs clignotants
- Space Flyer : Machine volante interplanétaire utilisant des gyroscopes.
- Tube subatlantique : Train souterrain qui utilise le magnétisme pour se déplacer à 500 km/h. Le tracé du tube passe sous l'atlantique pour relier l'Europe à l'Amérique du Nord.
- Télautographe : Appareil permettant de transférer l'écriture manuscrite via un Telephot (téléphone photo). Fondamentalement, un fax, sauf que le transferts d'écriture se fait au fur et à mesure que la personne écrit.
- Sous-verres télé-moteurs
- Telephot : Il s'agit essentiellement d'un téléphone photo . Il comprend également un traducteur universel , où la traduction de la langue peut être choisie à l'aide du cadran.
- Téléradiographe
- Télé-théâtre : C'est comme une télévision, mais avec des différences. Il s'agit en fait d'une série de téléphots qui se combinent presque parfaitement pour former une grande image. Cet appareil permet de voir chez soi les événements en direct tels qu'un opéra ou une pièce de théâtre. Les communications peuvent être effectuées dans les deux sens pendant que l'appareil diffuse. Il n'est pas mentionné s'il peut être utilisé pour montrer des divertissements précédemment enregistrés.
- Vacation City : Villes en forme de dôme suspendue à 6 km dans le ciel à l'aide d'un appareil qui annule la gravité. Aucun appareil mécanique n'est autorisé dans de telles villes car ils sont strictement utilisés pour échapper à un monde mécanisé.

## Dans la culture populaire
Dans l'anime Ergo Proxy , le personnage principal, Real Mayer, porte le numéro d'identification 124C41 +.